# (34687) 2001 FU74
2001 FU74 (asteroide 34687) é um asteroide da cintura principal. Possui uma excentricidade de 0.18080330 e uma inclinação de 9.08790º.
Este asteroide foi descoberto no dia 19 de março de 2001 por LINEAR em Socorro.